# Dongshaoqu
Dongshaoqu (kinesiska: 东邵渠) är en köping i Kina. Den ligger i stadsdistriket Miyun i Pekings storstadsområde, i den norra delen av landet, omkring 62 kilometer nordost om stadskärnan. Antalet invånare är 12 276. Befolkningen består av 5 942 kvinnor och 6 334 män. Barn under 15 år utgör 9,0 %, vuxna 15-64 år 76 %, och äldre över 65 år 14,0 %.